# Тожим
Тожим (пол. Torzym, нім. Sternberg) — місто в західній Польщі, на річці Іланка.
Належить до Суленцінського повіту Любуського воєводства.

## Демографія
Демографічна структура станом на 31 березня 2011 року:
|          | Загалом | Допрацездатний вік | Працездатний вік | Постпрацездатний вік |
| -------- | ------- | ------------------ | ---------------- | -------------------- |
| Чоловіки | 1208    | 259                | 858              | 91                   |
| Жінки    | 1327    | 243                | 831              | 253                  |
| Разом    | 2535    | 502                | 1689             | 344                  |